# Say Yeah
„Say Yeah“ je píseň americké rockové skupiny Kiss vydaná na devatenáctém studiovém albu Sonic Boom. Napsal ji Paul Stanley a hned od začátku věřil že je píseň dobrá a vhodná k vydání i k hraní na koncertech.

## Umístění
| Hitparáda             | Umístění |
| --------------------- | -------- |
| Ruská singl hitparáda | 1        |

## Sestava
- Paul Stanley – zpěv, rytmická kytara
- Gene Simmons – zpěv, basová kytara
- Tommy Thayer – sólová kytara, basová kytara
- Eric Singer – zpěv, bicí, perkuse